# Kim Ki-duk
Kim Ki-duk (김기덕?, 金基德?, Gim GideokLR, Kim KidŏkMR; Bonghwa, 20 dicembre 1960 – Riga, 11 dicembre 2020) è stato un regista, sceneggiatore, produttore cinematografico e montatore sudcoreano, vincitore del Leone d'oro e del Leone d'argento al Festival di Venezia, oltre che del premio Un Certain Regard al Festival di Cannes.

## Biografia
(Kim Ki-duk)
Kim Ki-duk nacque il 20 dicembre 1960 a Bonghwa, nella regione del Kyonshang della Corea del Sud. All'età di 9 anni si spostò con la famiglia a Seul, dove frequentò un istituto professionale dedicato all'agricoltura. Finita la scuola dell'obbligo, a 17 anni, a causa delle difficili situazioni economiche della sua famiglia, dovette andare a lavorare come operaio in fabbrica per sostentarsi; ventenne si arruolò in marina per un periodo di cinque anni. In quel periodo fu colto da una crisi religiosa: la sua strada incrociò quella di una chiesa per menomati della vista, con l'intenzione di diventare predicatore.
Nel 1990 abbandonò la Corea e si trasferì a Parigi. Coltivò la sua passione per la pittura (senza avere mai un'esposizione ufficiale) e si mantenne vendendo i suoi quadri, avvicinandosi lentamente al cinema. Seppur privo di preparazione accademica, mosse i primi passi come sceneggiatore. Nel 1993 il testo di A Painter and a Criminal Condemned To Death gli valse il premio dell'Educational Institute of Screenwriting.
Il debutto come regista nel 1996 fu con Coccodrillo, film che racconta la vicenda di un uomo che vive aspettando sotto il ponte di un fiume i suicidi, per poter sottrarre poi ai cadaveri i loro averi. Il film d'esordio rivela già la personalità dell'autore, ma il successo internazionale arrivò successivamente. Il film seguente fu Yasaengdongmul bohogu-yeok (1997), che inizialmente avrebbe dovuto intitolarsi, con riferimento al film precedente, I due coccodrilli. Seguì Paran daemun, in cui affrontò il tema del sesso mettendolo in scena come strumento di comunicazione. Questo stesso tipo di approccio si ebbe nella sua quinta opera, L'isola, con cui partecipò alla Mostra internazionale d'arte cinematografica di Venezia, destando scalpore per il tema affrontato e le situazioni presentate. L'isola permise a Kim Ki-duk di ottenere il successo a livello internazionale, grazie alle vendite del film in molti Paesi e alla partecipazione a numerosi festival.
Sempre nel 2000 diresse Silje sanghwang, di matrice sperimentale sia dal punto di vista tecnico (girato in soli 200 minuti), che dal punto di vista dei temi affrontati. Nel 2001 è la volta di Indirizzo sconosciuto. Anche questo film, come i precedenti, contiene riferimenti autobiografici. In questo caso l'autore si sofferma sui ricordi legati al suo paese d'origine, in cui vi erano molte lettere sparse per terra e nei campi e mai recapitate al destinatario. Nel 2001 realizzò anche Bad Guy, altro film crudo a cui segue Hae-anseon, in cui l'autore sembra voler mettere a fuoco l'origine della rabbia, della violenza e della follia autodistruttiva.
La sua prima pellicola uscita nelle sale italiane fu Primavera, estate, autunno, inverno... e ancora primavera, presentato in concorso al Festival internazionale del film di Locarno nel 2003 e capace di ottenere notevoli risultati al botteghino nonostante la firma d'autore e la solo apparente rinuncia alla violenza inserita nei precedenti lavori. Il suo film successivo fu La samaritana, in concorso al Festival internazionale del cinema di Berlino del 2004, dove si aggiudicò l'Orso d'argento per il miglior regista. Il film uscì nelle sale italiane solo nel giugno 2005.
Sempre nel 2004 Kim Ki-duk girò Ferro 3 - La casa vuota, con il quale vinse il Leone d'argento - Premio speciale per la regia alla 61ª Mostra di Venezia. L'anno successivo è la volta de L'arco, presentato al Festival di Cannes 2005. Contrassegnato da un particolare furore artistico, in questi anni il regista superò raramente il mese di riprese per la realizzazione dei suoi lavori. Questo ritmo si interrompe dopo un incidente avvenuto sul set del film del 2008, Bimong, che quasi causò la morte di un'attrice.
Nel 2011 il suo documentario Arirang, progettato proprio dopo l'incidente avvenuto sul set di Bimong, vinse il premio Un Certain Regard a Cannes. Nel 2012 vinse il Leone d'oro alla 69ª edizione della Mostra internazionale d'arte cinematografica di Venezia con il film Pietà. L'anno successivo è la volta di Moebius, presentato fuori concorso al Festival di Venezia 2013. Il regista tornò al Lido anche nel 2014 con One on One, film che aprì, fuori concorso, la selezione delle Giornate degli autori; è dell'anno successivo, invece, l'ancora inedito Seutop. Il 2016 segnò l'ulteriore ritorno di Kim Ki-duk alla Mostra del Cinema di Venezia, dove il suo Il prigioniero coreano aprì la nuova sezione denominata Cinema nel giardino. 
Morì l'11 dicembre 2020, a 59 anni, in seguito a complicazioni causate da COVID-19, mentre si trovava in Lettonia per acquistare una casa al mare a Jūrmala. Nel 2022 è uscito, postumo, il suo ultimo film Call of God, presentato fuori concorso alla 79ª Mostra internazionale d'arte cinematografica di Venezia.

## Filmografia

### Regista
- Coccodrillo (Ageo) (1996)
- Animali selvaggi (Yasaengdongmul bohogu-yeok) (1996)
- La Porta Blu (Paran daemun) (1998)
- L'isola (Seom) (2000)
- Real Fiction (Silje sanghwang) (2000)
- Indirizzo sconosciuto (Suchwiin bulmyeong) (2001)
- Bad Guy (Nappeun namja) (2001)
- La guardia costiera (Hae-anseon) (2002)
- Primavera, estate, autunno, inverno... e ancora primavera (Bom-yeoleumga-eulgyeoulgeuligobom) (2003)
- La samaritana (Samaria) (2004)
- Ferro 3 - La casa vuota (Bin-jip) (2004)
- L'arco (Hwal) (2005)
- Time (Shigan) (2006)
- Soffio (Soom) (2007)
- Dream (Bimong) (2008)
- Arirang (2011)
- Amen (2011)
- Pietà (Pieta) (2012)
- Moebius (Moebiuseu) (2013)
- One on One (Il-dae-il) (2014)
- Stop (Seutop) (2015)
- Il prigioniero coreano (Geumul) (2016)
- Human, Space, Time and Human (In-gan, gonggan, sigan geurigo in-gan) (2018)
- Din (2019)
- La chiamata dal cielo - Call of God (Kõne taevast) (2022)

### Sceneggiatore
- Coccodrillo (Ageo) (1996)
- Animali selvaggi (Yasaengdongmul bohogu-yeok) (1996)
- La Porta Blu (Paran daemun) (1998)
- L'isola (Seom) (2000)
- Real Fiction (Silje sanghwang) (2000)
- Indirizzo sconosciuto (Suchwiin bulmyeong) (2001)
- Bad Guy (Nappeun namja) (2001)
- La guardia costiera (Hae-anseon) (2002)
- Primavera, estate, autunno, inverno... e ancora primavera (Bom-yeoleumga-eulgyeoulgeuligobom) (2003)
- La samaritana (Samaria) (2004)
- Ferro 3 - La casa vuota (Bin-jip) (2004)
- L'arco (Hwal) (2005)
- Time (Shigan) (2006)
- Soffio (Soom) (2007)
- Dream (Bimong) (2008)
- Beautiful (Aleumdabda), regia di Juhn Jai-hong (2008)
- Rough Cut (Yeonghwaneun yeonghwada), regia di Jang Hoon (2008)
- The Secret Reunion, regia di Jang Hoon (2010)
- Arirang (2011)
- Poongsan (Pungsan-gae), regia di Juhn Jai-hong (2011)
- Amen (2011)
- Pietà (Pieta) (2012)
- Moebius (Moebiuseu) (2013)
- Rough Play (Baeuneun baeuda), regia di Shin Yeon-shick (2013)
- Godsend (Sin-ui seonmul), regia di Moon Si-hyun (2013)
- Red Family (Bulg-eun gajok), regia di Lee Ju-hyoung (2013)
- One on One (Il-dae-il) (2014)
- Stop (Seutop) (2015)
- Il prigioniero coreano (Geumul) (2016)
- Excavator (Pokeurein), regia di Lee Ju-hyoung (2017)
- Human, Space, Time and Human (In-gan, gonggan, sigan geurigo in-gan) (2018)
- Din (2019)

### Produttore
- La samaritana (Samaria) (2004) - produttore esecutivo
- Ferro 3 - La casa vuota (Bin-jip) (2004)
- L'arco (Hwal) (2005)
- Time (Shigan) (2006)
- Beautiful (Aleumdabda) , regia di Juhn Jai-hong (2008)
- Rough Cut (Yeonghwaneun yeonghwada) , regia di Jang Hoon (2008)
- Dream (Bimong) (2008)
- Arirang (2011)
- Poongsan (Pungsan-gae), regia di Juhn Jai-hong (2011)
- Amen (2011)
- Pietà (Pieta) (2012)
- Moebius (Moebiuseu) (2013)
- Godsend (Sin-ui seonmul), regia di Moon Si-hyun (2013)
- Red Family (Bulg-eun gajok), regia di Lee Ju-hyoung (2013) - produttore esecutivo
- One on One (Il-dae-il) (2014)
- Stop (Seutop) (2015)
- Human, Space, Time and Human (In-gan, gonggan, sigan geurigo in-gan) (2018)

### Montatore
- Primavera, estate, autunno, inverno... e ancora primavera (Bom-yeoleumga-eulgyeoulgeuligobom) (2003)
- La samaritana (Samaria) (2004)
- Ferro 3 - La casa vuota (Bin-jip) (2004)
- L'arco (Hwal) (2005)
- Time (Shigan) (2006)
- Dream (Bimong) (2008)
- Arirang (2011)
- Poongsan (Pungsan-gae), regia di Juhn Jai-hong (2011)
- Amen (2011)
- Pietà (Pieta) (2012)
- Moebius (Moebiuseu) (2013)
- Red Family (Bulg-eun gajok), regia di Lee Ju-hyoung (2013)
- Stop (Seutop) (2015)
- Human, Space, Time and Human (In-gan, gonggan, sigan geurigo in-gan) (2018)
- Din (2019)

### Direttore della fotografia
- Arirang (2011)
- Amen (2011)
- Moebius (Moebiuseu) (2013)
- One on One (Il-dae-il) (2014)
- Stop (Seutop) (2015)

### Scenografo
- L'isola (Seom) (2000)
- Real Fiction (Silje sanghwang) (2000)
- Arirang (2011)

## Riconoscimenti
- 2004 – Orso d'argento per il miglior regista al Festival internazionale del cinema di Berlino per La samaritana
- 2004 – Leone d'argento - Premio speciale per la regia alla 61ª Mostra internazionale d'arte cinematografica di Venezia di Venezia per Ferro 3 – La casa vuota
- 2011 – Un Certain Regard al Festival di Cannes 2011 per Arirang
- 2012 – Award for Future Movies al Küstendorf Film and Music Festival
- 2012 – Leone d'oro al miglior film alla 69ª Mostra internazionale d'arte cinematografica di Venezia per Pietà